# Ittihad Baladiat Khemis El Khechna
Pour les articles homonymes, voir Khemis et Khechna.
 (mars 2018).
Si vous disposez d'ouvrages ou d'articles de référence ou si vous connaissez des sites web de qualité traitant du thème abordé ici, merci de compléter l'article en donnant les références utiles à sa vérifiabilité et en les liant à la section « Notes et références ».
Maillots
Actualités
Dernière mise à jour : 22 décembre 2024.
L'Ittihad Baladiat Khemis El Khechna (en arabe : اتحاد بلدية خميس الخشنة), plus couramment abrégé en IB Khemis El Khechna ou simplement en IBKEK, est un club algérien de football fondé en décembre 1938 par Charlier René, et basé dans la commune de Khemis El Khechna, dans la wilaya de Boumerdès.

## Histoire
L'IB Khemis El Khechna a évolué à plusieurs reprises en Division 2 et en Division 3, du championnat d'Algérie mais n'a jamais réussi à accéder en Division 1.
Le meilleur parcours du club de Boumerdes en Coupe d'Algérie a été d'atteindre les quarts de finale en 2001-2002. Ils ont été éliminés par l'équipe du WA Tlemcen.
L'IB Khemis El Khechna évolue depuis la saison 2014-2015 dans le championnat d'Algérie de 3e division, appelé Division Nationale Amateur.

## Palmarès
| Compétitions nationales                                               |
| --------------------------------------------------------------------- |
| - Division 3 (3) : - Champion Gr. Centre : 1992-93, 2000-01, 2021-22. |

## Identité du club

### Logo et couleurs
Depuis la fondation du Ittihad Baladiat Khemis El Khechna en 1938, ses couleurs sont le noir et le blanc.

Logo actuel du club

## Parours

### Classement en championnat par année
- 1962-63 : ?, ?e
- 1963-64 : ?, ?e
- 1964-65 : ?, ?e
- 1965-66 : ?, ?e
- 1966-67 : ?, ?e
- 1967-68 : ?, ?e
- 1968-69 : ?, ?e
- 1969-70 : ?, ?e
- 1970-71 : ?, ?e
- 1971-72 : ?, ?e
- 1972-73 : ?, ?e
- 1973-74 : ?, ?e
- 1974-75 : ?, ?e
- 1975-76 : ?, ?e
- 1976-77 : ?, ?e
- 1977-78 : ?, ?e
- 1978-79 : ?, ?e
- 1979-80 : ?, ?e
- 1980-81 : ?, ?e
- 1981-82 : ?, ?e
- 1982-83 : ?, ?e
- 1983-84 : ?, ?e
- 1984-85 : ?, ?e
- 1985-86 : ?, ?e
- 1986-87 : ?, ?e
- 1987-88 : ?, ?e
- 1988-89 : ?, ?e
- 1989-90 : ?, ?e
- 1990-91 : ?, ?e
- 1991-92 : ?, ?e
- 1992-93 : D3, ?e
- 1993-94 : D2, Gr. centre, 11e
- 1994-95 : D2, Gr. centre, 11e
- 1995-96 : D2, Gr. centre, 6e
- 1996-97 : D2, Gr. centre, ?e
- 1997-98 : D2, Gr. centre, 15e
- 1998-99 : D2, Gr. centre, 12e
- 1999-00 : D4, 1re
- 2000-01 : D3, Gr. centre, 1re
- 2001-02 : D2, Gr. centre-est, 9e
- 2002-03 : D2, Gr. centre-est, ?e
- 2003-04 : D2, Gr. centre, 8e
- 2004-05 : D3, Gr. centre, 13e
- 2005-06 : D3, Gr. centre, 6e
- 2006-07 : D3, Gr. centre, 4e
- 2007-08 : D3, Gr. centre, 10e
- 2008-09 : D3, Gr. centre, 7e
- 2009-10 : D3, Gr. centre, 16e
- 2010-11 : D4, Gr. centre, 1re
- 2011-12 : D3, Gr. centre, 4e
- 2012-13 : D3, Gr. centre, 13e
- 2013-14 : D3, Gr. centre, 6e
- 2014-15 : D3, Gr. centre, 8e
- 2015-16 : D3, Gr. centre, 8e
- 2016-17 : D3, Gr. centre, 9e
- 2017-18 : D3, Gr. centre, 11e
- 2018-19 : D3, Gr. centre, 6e
- 2019-20 : D3, Gr. centre, 14e
- 2020-21 : D3, Gr. centre-est B1, 2e
- 2021-22 : D3, Gr. centre-est, 1re
- 2022-23 : D2, Gr. centre-est, 6e
- 2023-24 : D2, Gr. centre-est, 7e
- 2024-25 : D2, Gr. centre-est, ?e

## Personnalités du club

### Joueurs emblématiques
- Rafik Saïfi